# VKR Gruppen
VKR Gruppen är en dansk industrikoncern verksam som leverantör till byggsektorn. Koncernen hade 2022 drygt 19 900 anställda i 38 länder. Nettoomsättningen 2021 var cirka 26 miljarder danska kronor.
Koncernen är uppdelad i fem affärsområden inriktade på:
- takfönster
- fasadfönster
- termisk solenergi
- dekorationer och solskydd
- ventilation och inomhusklimat

Bland företagen som ingår i koncernen finns VELFAC, som framställer fönster- och fasadsystem. Sedan år 2000 ingår även Svenska fönster i koncernen.

## Historia
År 2006 hade företaget cirka 16 000 anställda och en omsättning på 17,3 miljarder danska kronor.